# 工業高校前站
工業高校前站（日语：／ Kogyo kokomae eki */?）是位於青森縣十和田市三本木，十和田觀光電鐵的十和田觀光電鐵線車站（廢站）。

## 歷史
- 1969年（昭和44年）5月1日 - 車站啟用[1]。
- 2008年（平成20年）3月1日 - （舊）十和田觀光電鐵把業務轉讓給「十鐵」，同時公司名稱改為（新）十和田觀光電鐵[1]。
- 2012年（平成24年）4月1日 - 十和田觀光電鐵線廢除，此站也廢除[1]。

## 車站構造
截至車站廢除前，此站是地面車站，設有1面1線的單式月台。路軌為東西走向，月台在路軌南邊。此站比較簡單，沒有車站大樓，月台上設有開放式候車室。此站是無人車站。

## 車站周邊
車站北邊設有青森縣立十和田工業高等學校和十和田市立東小學。車站南邊較多住宅。
車站南邊設有與十和田觀光電鐵路軌並行的三本木原水路。

## 相鄰車站
十和田觀光電鐵
十和田觀光電鐵線
北里大學前－工業高校前－東野團地

## 注腳
1. 1 2 3 4 5  “特集 希望の軌道”. 廣報三澤 2012年4月号 (三澤市) (2012年4月).

## 外部連結
- 國土地理院地圖參閱服務 （页面存档备份，存于）（日語） - 工業高校前站周邊1/25000地形圖 （页面存档备份，存于）（日語）